# Taiki Bansei / Otome no Gyakushū
Singles de Angerme
Nana Korobi Ya Oki / Gashin Shōtan / Mahō Tsukai Sally
(2015)
Singles par S/mileage
Aa Susukino / Chikyū wa Kyō mo Ai wo Hagukumu
(2014)
Taiki Bansei / Otome no Gyakushū (大器晩成／乙女の逆襲, ou Taikibansei (...), ou (...) Otome no Gyakushuu) est le titre officiel du premier single du groupe de J-pop S/mileage sous son nouveau nom Angerme ; c'est son 18e single "major" (et 22e single au total) en incluant ceux sortis sous son ancienne appellation. Certaines éditions du disque sont en fait titrées inversement : Otome no Gyakushū / Taiki Bansei (乙女の逆襲／大器晩成, ou Otome no Gyakushuu / Taikibansei), et d'autres sont titrées avec une traduction anglaise : A Late Bloomer / A Girl's Counterattack, ou A Girl's Counterattack / A Late Bloomer.

## Présentation
Le single, le premier (de S/mileage) à ne plus être écrit et composé par Tsunku, sort le 4 février 2015 au Japon sur le label hachama, cinq mois et demi après le précédent single (de S/mileage), Aa Susukino / Chikyū wa Kyō mo Ai wo Hagukumu. Il atteint la 2e place du classement hebdomadaire des ventes de l'Oricon,. C'est le premier disque avec les trois nouveaux membres de la "troisième génération" (de S/mileage) intégrées en octobre précédent : Mizuki Murota, Maho Aikawa, et Rikako Sasaki.
Comme les quatre précédents singles (de S/mileage), c'est un single "double face A", contenant deux chansons principales et leurs versions instrumentales : Taiki Bansei (alias A Late Bloomer), et Otome no Gyakushū (alias A Girl's Counterattack). La première est du chanteur Takui Nakajima, qui l'avait écrite pour lui avant d'accepter de l'offrir au groupe ; il la reprendra sur son prochain album Renga no Ie qui sortira deux mois après le single. La version d'Angerme a été utilisée comme thème de fin de l'émission télévisée Mecha-Mecha Iketeru! sur Fuji TV à partir du 10 janvier 2015. Les deux chansons du single figureront sur la compilation S/mileage / Angerme Selection Album "Taiki Bansei" qui sortira neuf mois plus tard.

## Éditions
Le single sort en deux éditions régulières notées "A" et "B", avec des pochettes différentes et une carte de collection incluse (sur dix possibles pour chaque édition de ce single, représentant une des membres ou le groupe, en costume de scène de Taiki Bansei pour la "A" ou de Otome no Gyakushū pour la "B"). Il sort aussi en quatre éditions limitées notées "A", "B", "C", et "D", avec des pochettes différentes, un DVD différent en supplément, et un ticket de loterie pour participer à une rencontre avec le groupe. Un coffret rassemblant toutes les éditions du single sort aussi en édition limitée.
L'ordre des titres est inversé sur la moitié des éditions : les éditions régulière "A" et limitées "A" et "C" débutent par Taiki Bansei avec des DVD consacrés à cette chanson, tandis que les éditions régulière "B" et limitées "B" et "D" (en fait titrées inversement en couverture) débutent par Otome no Gyakushū avec des DVD consacrés à cette chanson. Les pochettes des six éditions sont titrées différemment :
- L'édition régulière A est titrée en japonais : Taiki Bansei / Otome no Gyakushū (大器晩成／乙女の逆襲?).
- L'édition régulière B est titrée en anglais (en capitales) : A Girl's Counterattack (en gros) / A Late Bloomer.
- L'édition limitée A est titrée en anglais (en capitales) : A Late Bloomer (en gros) / A Girl's Counterattack.
- L'édition limitée B est titrée en anglais et sous-titrée en romaji (en capitales) : A Girl's Counterattack (en gros) / A Late Bloomer.
- L'édition limitée C est titrée en romaji et sous-titrée en anglais (en capitales) : Taikibansei (en gros) / Otome no Gyakushu.
- L'édition limitée D est titrée en japonais : Otome no Gyakushū / Taiki Bansei (乙女の逆襲／大器晩成?).

## Formation
Membres du groupe créditées sur le single :
- Ayaka Wada
- Kanon Fukuda
- Kana Nakanishi
- Akari Takeuchi
- Rina Katsuta
- Meimi Tamura
- Mizuki Murota (troisième génération)
- Maho Aikawa (troisième génération)
- Rikako Sasaki (troisième génération)

## Liste des titres
Crédits
- Taiki Bansei est écrite et composée par Takui Nakajima, et arrangée par Shunsuke Suzuki (durée : 04:26).
- Otome no Gyakushū est écrite par Ameko Kodama, composée par Hiroshi Kawanabe et Tadashi Ueda, et arrangée par CMJK (04:19).

CD de l'édition régulière A
1. Taiki Bansei (大器晩成?)
2. Otome no Gyakushū (乙女の逆襲?)
3. Taiki Bansei (instrumental) (大器晩成...?)
4. Otome no Gyakushū (instrumental) (乙女の逆襲む...?)

CD de l'édition régulière B
1. Otome no Gyakushū (乙女の逆襲?)
2. Taiki Bansei (大器晩成?)
3. Otome no Gyakushū (instrumental) (乙女の逆襲...?)
4. Taiki Bansei (instrumental) (大器晩成...?)

CD des éditions limitées A et C
1. Taiki Bansei (大器晩成?)
2. Otome no Gyakushū (乙女の逆襲?)
3. Taiki Bansei (instrumental) (大器晩成...?)
4. Otome no Gyakushū (instrumental) (乙女の逆襲む...?)

DVD de l'édition limitée A
1. Taiki Bansei (Music Video) (大器晩成...?)

DVD de l'édition limitée C
1. Taiki Bansei (Dance Shot ver.) (大器晩成...?)
2. Taiki Bansei (Jacket / MV Satsuei Making Eizō) (大器晩成 (ジャケット・MV撮影メイキング映像)?)

CD des éditions limitées B et D
1. Otome no Gyakushū (乙女の逆襲?)
2. Taiki Bansei (大器晩成?)
3. Otome no Gyakushū (instrumental) (乙女の逆襲...?)
4. Taiki Bansei (instrumental) (大器晩成...?)

DVD de l'édition limitée B
1. Otome no Gyakushū (Music Video) (乙女の逆襲...?)

DVD de l'édition limitée D
1. Otome no Gyakushū (Dance Shot ver.) (乙女の逆襲...?)
2. Otome no Gyakushū (Jacket / MV Satsuei Making Eizō) (乙女の逆襲 (ジャケット・MV撮影メイキング映像)?)